# Poirot's Early Cases
Poirot's Early Cases is een boek met achttien kort verhalen geschreven door Agatha Christie. De bundeling werd in 1974 uitgegeven door Collins Crime Club. Vrijwel alle verhalen waren in Nederland voor het verschijnen al opgenomen in de verhalenbundels Uit Poirots praktijk (1949), Het wespennest (1957), De muizeval en andere verhalen (1963) en nog enkele andere bundels. 

## Verhalen
| Engelse titel                     | Bundel USA                                | Nederlandse titel                                  | Nederlandse bundel                    |
| --------------------------------- | ----------------------------------------- | -------------------------------------------------- | ------------------------------------- |
| The Affair at the Victory Ball    | The Under Dog and Other Stories (1951)    | Commedia dell'arte                                 | 4e vijfling (1968)                    |
| The Adventure of the Clapham Cook | The Under Dog and Other Stories           | Verdwijning in Clapham                             | Het wespennest (1957)                 |
| The Cornish Mystery               | The Under Dog and Other Stories           | Jane zoekt een baan (1966)                         |                                       |
| The Adventure of Johnnie Waverly  | Three Blind Mice and Other Stories (1950) | Het avontuur van Johnny Waverly                    | De muizeval en andere verhalen (1963) |
| The Double Clue                   | Double Sin and Other Stories (1961)       | Een hand vol juwelen                               | Jane zoekt een baan                   |
| The King of Clubs                 | The Under Dog and Other Stories           | De klaverheer                                      | Het wespennest                        |
| The Lemesurier Inheritance        | The Under Dog and Other Stories           | De oudste zoon                                     | Het wespennest                        |
| The Lost Mine                     | Poirot Investigates (1925)                | Het geheim van de dode Chinees                     | Uit Poirots praktijk (1949)           |
| The Plymouth Express              | The Under Dog and Other Stories           | De Plymouth expres                                 | Jane zoekt een baan                   |
| The Chocolate Box                 | Poirot Investigates                       | De minister die niet van de bonbons af kon blijven | Uit Poirots praktijk                  |
| The Submarine Plans               | The Under Dog and Other Stories           |                                                    |                                       |
| The Third Floor Flat              | Three Blind Mice and Other Stories        | Moord in het flatgebouw                            | Jane zoekt een baan                   |
| Double Sin                        | Double Sin and Other Stories              | Dubbele zonde                                      | Het wespennest                        |
| The Market Basing Mystery         | The Under Dog and Other Stories           | Mysterie in Market Basing                          | Het wespennest                        |
| Wasp’s Nest                       | Double Sin and Other Stories              | Het wespennest                                     | Het wespennest                        |
| The Veiled Lady                   | Poirot Investigates                       | De gesluierde dame                                 | Uit Poirots praktijk                  |
| Problem at Sea                    | The Regatta Mystery (1939)                | Moord aan boord                                    | Het Regatta-mysterie (1974)           |
| How Does Your Garden Grow?        | The Regatta Mystery                       | Hoe staat je tuintje erbij?                        | 4e vijfling (1968)                    |